# Blacus fuscicoxis
Blacus fuscicoxis är en stekelart som beskrevs av Van Achterberg 1988. Blacus fuscicoxis ingår i släktet Blacus och familjen bracksteklar. Inga underarter finns listade.